# Iżma (Komi)
Iżma (ros. Ижма) – wieś (sieło) w Rosji, w Republice Komi, ośrodek administracyjny rejonu iżemskiego. W 2010 liczyła 3753 mieszkańców.